# Евсюково (Вологодская область)
Евсюково — деревня в Грязовецком районе Вологодской области на реке Кохтыш.
Входит в состав Комьянского муниципального образования, с точки зрения административно-территориального деления — в Комьянский сельсовет.
Расстояние по автодороге до районного центра Грязовца — 31,7 км, до центра муниципального образования Хорошево — 9,6 км. Ближайшие населённые пункты — Крутец, Берендеево, Муравьево, Косарово.
По переписи 2002 года население — 17 человек.

## История
В «Родословии Вологодской деревни» указано, что в 1628 году деревня Евсюково являлась светской вотчиной в Комельской волости Вологодского уезда. В 1676 году она названа «сельцо Евсюково».
В Евсюково родилась Соболева, Анна Александровна (1923—1952) — звеньевая колхоза «Ударник», Герой Социалистического Труда (1949).